# 坂本遥奈
坂本 遥奈（さかもと はるな、1999年2月2日 - ）は、日本のアイドル、歌手、タレントであり、女性アイドルグループTEAM SHACHIのメンバー。愛知県出身。

## 略歴
2012年 - 2014年
2012年、名古屋を拠点とするチームしゃちほこのメンバーとして芸能にデビューした。（チームしゃちほこは2012年4月7日に名古屋城にて路上デビューした。2013年6月19日はチームしゃちほこが「日本先行メジャーデビュー」した日。）
2015年
2015年1月4日に東海テレビのドラマ『黄金鯱伝説グランスピアー 新春スペシャル～邪悪な剣ででらピンチ!～』に出演した。
2015年4月7日に放送された目黒FM「ツリラブ」の番組内企画「第3回ツリラブ杯」にゲスト参加し、第3位の釣果を収めた。
2015年4月27日に発売された小学館「週刊ビッグコミックスピリッツ」2015年22・23合併号で、ももいろクローバーZの有安杏果、私立恵比寿中学の安本彩花、廣田あいかとともに表紙を務めた。
12月9日 「チームしゃちほこ 年末大感謝祭ソロライブ6days」の一環として、「HALTRA NAGOYA 2015」と題して名古屋Electoric Lady Landにてソロライブを開催した。
2016年
5月21日と22日、VICTORY YEAR Road to 笠寺の第１弾、幕張メッセ2Days公演「鯱のぼり」で、ミッションのソロパフォーマンスとして「小さな夜のうた」を初披露した。
8月31日、日本武道館で「しゃちサマ2016 真夏のPOWER　BALL」を開催。自身のソロ曲「小さな夜のうた」と、チームしゃちほこのメンバー伊藤千由李のソロ曲「泣いてなんかいないよ」を収録した「時計じかけのユニットたち vol.3」をリリースした。
2017年
4月6日、CBCラジオ「ナガオカ×スクランブル」の木曜レギュラーに就任。
9月29日、佐野俊輔とともに「なごやめし博覧会2017　オープニングイベント」の司会を務めた。
11月27日、一般社団法人Fora主催のファシリテーション実用講座「エンターテイメントに学ぶ場づくりの技術」で講師を務めた。
2018年
2月23日、名古屋DIAMOND HALLで19歳の生誕記念ソロライブ「HARUNA STYLE」を開催した。
10月23日、所属のチームしゃちほこがTEAM SHACHIとして新体制へ移行。
10月29日、三才ブックス刊行の『ラジオ番組表』における誌面特集「第11回 読者が選ぶ 好きなDJランキング」において、AM部門1位（2891票）を獲得し、CBCテレビアナウンサー永岡歩と共に同誌の裏表紙を飾る。
2019年
10月、CBCラジオ チュウモリ「推シマシ」の木曜レギュラーに就任。
2020年
5月、Locipo & GYAO!にて「WE LOVE SWEETS ハルとナナミ～の爆アゲ！甘味力」を週1回配信開始。
2021年
1月13日、アートブック「TEAM SHACHIアートブックコレクション Vol.3 猫にチカラ饂飩 坂本遥奈」を発売。
7月、舞台「信長の野望・大志 〜最終章〜群雄割拠 関ヶ原」に霞役で出演。
2022年
1月29日、坂本遥奈×秋本帆華生誕イベント「ほのハル秘密のデート♡in TOKYO」、坂本遥奈生誕ソロイベント「HARUNA STYLE2022」を東京・神田スクエアホールにて開催。

## 人物
- 高校卒業後は愛知学院大学に進学[17]、2021年3月16日に卒業した。

- 姉がいる。[18]

- 骨格診断はストレート。[18]
- カラー診断はブルベ夏。[18]
- 扁平足ぎみ。[18]
- 音楽部、バスケ部、陸上部(短距離)、家庭科部に所属したことがある。[18]
- 事務所に入ったきっかけはオーディション。[18]
- 普通自動車免許、特殊小型船舶操縦士免許、秘書検定2級を所持している。[18]
- グループ一番のゲラである（咲良菜緒談）。
- 自主レーベルワクワクレコーズの名付け親である（いのししツアー中野公演にて）。

### 趣味
- 趣味は海釣り、お菓子作り、ダンス、神社巡り(御朱印集め)。[18]
- 釣りに関しては釣り番組にも出演するほどで、個人のInstagram等でも度々釣果を報告している。[19]
- 魚を捌くのも得意で、TEAM SHACHI 公式Youtubeチャンネルにも「坂本遥奈の　捌いて参ります！」という動画を公開している。[20]
- お菓子作りや料理に定評があり、柚姫の部屋の生配信中でも得意料理のオムライスを振る舞っている。[20]
- グループ内ではダンスリーダー的なポジションであり、ライブでのソロダンスパートなどを担うことも多い。
- 御朱印集めが好きで、2022年坂本遥奈生誕限定グッズ「坂本遥奈本人デザイン監修」御朱印帳を発売している。[21]
- 手先が器用で、手作りした新生児向け玩具を溺愛する甥っ子に贈っている。[19]

### 嗜好
- 好きな食べ物はサーモンとぼんじり[18]
- 食べられないほど嫌いな食べ物は特にない。[18]
- 好きな名古屋名物はみそかつ。[18]
- 好きなおにぎりの具はこんぶ、ツナマヨ。[18]
- 好きなスイーツはわらびもち、ガトーショコラ。[18]
- 好きな飲み物は美酢。[18]
- 好きな色は紫、ピンク、エメラルドグリーン。[18]
- 好きなブランドはjouetie。[18]
- 好きな動物は犬で、特に柴犬、豆柴。[18]
- 好きなマンガは鬼滅の刃、スラムダンク。[18]
- 好きな映画はMARVELとジブリ。[18]
- 好きな異性のタイプはバイタリティ溢れる人。[18]
- 愛知県で好きな場所は大須商店街。[18]

- 座右の銘は「らしくあれ」。[18]
- 尊敬している人は、同じ事務所の先輩であるももいろクローバーZの百田夏菜子。[18]

### 特技
- 足の指を曲げて歩ける。[18]
- 眉毛を自在に動かせる。[18]

## 関連事項
イメージカラーは手羽先キミドリ。スタコミュ「ローカリズムスイーツ部」部員。

## 出演

### 映画
- 燃えよ！失敗女子（2019年6月15日、ユナイテッドエンタテインメント） - 美奈子 役[22]
- 神さま待って！お花が咲くから（2024年2月2日、フューレック） - 関先生 役[23][24]

### テレビドラマ
- 中学生日記（2011年5月 - 、NHK） - レギュラー生徒役[2]
- 黄金鯱伝説グランスピアー 新春スペシャル〜邪悪な剣ででらピンチ!〜（2015年1月4日、東海テレビ） - 菜々美 役[7]

### その他テレビ
- 釣りびと万歳（NHK BSプレミアム）
  - 2020年10月11日「磯の王者イシダイを船釣りで～三浦半島・坂本遥奈～」[25]
  - 2021年4月4日「幻の春告魚“トラワガ”を追え！～坂本遥奈 愛知・三河湾～」[26]
    - さらさらサラダ（2021年4月19日、NHK総合 中部7県） - 三河湾で春が旬のタケノコメバルを釣る

  - 2021年12月26日「力勝負!巨大マダコを引きあげろ 茨城 日立」[27]
  - 2022年5月8日「珠玉の高級魚アカムツを釣り上げろ! 〜坂本遥奈 千葉・鴨川市〜」[28]

### ラジオ
- ナガオカ×スクランブル（2017年4月 - 2019年9月、CBCラジオ） - 木曜レギュラー[29]
- チュウモリ「推シマシ」（2019年10月 - 、CBCラジオ） - 木曜レギュラー
- ニュースマン石塚元章のTHE総選挙!（2021年10月31日、CBCラジオ）

### 舞台
- 信長の野望・大志 〜最終章〜群雄割拠 関ヶ原（2021年7月、かめありリリオホール） - 霞 役[30][31]

### 書籍
- アートブック「TEAM SHACHIアートブックコレクション Vol.3 猫にチカラ饂飩 坂本遥奈」（2021年1月13日発売、小学館、撮影：青山裕企）
- 週刊ビッグコミックスピリッツ vol.11（2021年2月15日発売、小学館） - フレッシュグラビア

### その他
- Locipo & GYAO!「WE LOVE SWEETS ハルとナナミ～の爆アゲ！甘味力」（毎週水曜配信、2020年5月 - 、テレビ愛知の天野なな実アナウンサーと共演）[32]
- 第5回 ももいろ歌合戦（2021年12月31日、日本武道館） - 最強アイドルメドレー2021に出演
- Music 水曜TheNIGHT（2022年3月9日深夜、ABEMA SPECIAL） - 咲良菜緒と出演

## 関連人物
- 秋本帆華
- 咲良菜緒
- 大黒柚姫
- 安藤ゆず
- 伊藤千由李